# Acacia microcantha
Acacia microcantha é uma espécie de leguminosa do gênero Acacia, pertencente à família Fabaceae.